# Chelsea Fontenel
Chelsea Fontenel (* 25. Juni 2004) ist eine Schweizer Tennisspielerin, Sängerin und Songwriterin.

## Karriere
Einem breiten Publikum bekannt wurde Chelsea Fontenel bereits im Alter von neun Jahren 2013 durch ihren Auftritt bei der Casting-Show The Voice Kids, wo sie in Staffel 1 in der ersten Sendung am 5. April mit This girl is on fire auftrat. Das Video wurde im Anschluss über siebzig Millionen Mal auf Youtube geklickt. Fontenel trat danach in der Helene Fischer Show auf, mit der sie ein Duett sang. Im gleichen Jahr wurde sie zur Markenbotschafterin des Auto- und Motorradkonzerns Suzuki. Im Tennis wurde sie Aargauer Meisterin U10 im Sommer und Winter.
2014 war sie die deutsche Synchronstimme der Annie im gleichnamigen Hollywood-Film Annie. Seit 2014 besuchte sie auch die IMG Academy von Trainer-Legende Nick Bollettieri, den sie als 10-Jährige kennenlernte und ihm 2022 das Lied Never forget you widmete.
2015 trat Chelsea Fontenel als musikalische Einleitung des Match for Africa zwischen Roger Federer und Stan Wawrinka auf. Mittlerweile tritt sie unter der Bezeichnung «Die singende Tennisspielerin» auf und hat schon mehrere Singles veröffentlicht. Im gleichen Jahr trat sie bei der TV-Sendung Immer wieder sonntags auf. Im Tennis wurde Fontenel 2015 Aargauer Meisterin U12 im Sommer und gewann die Bronzemedaille bei den Schweizer Meisterschaften der U12 im Winter.
2016 trat Fontenel bei der 35. UNICEF-Gala in Hilden auf.  2018 veröffentlicht Fontenel ihre erste Single Showers of Blessings. 2021 nahm sie an den Juniorinnenwettbewerben der French Open, Wimbledon und der US Open teil. Am Jahresende veröffentlichte Fontenel ihre zweite Single New Day.
2022 startete Fontenel mit einer Teilnahme bei den Juniorinnenwettbewerben der Australian Open, wo sie im Juniorinneneinzel aber bereits in der ersten Runde scheiterte. Bei den French Open scheiterte sie zwar im Juniorinneneinzel schon in der ersten Runde an Carolina Kuhl, im Juniorinnendoppel konnte sie mit ihrer Partnerin Solana Sierra das Viertelfinale erreichen. In Wimbledon war im Juniorinneneinzel wieder in der ersten Runde Schluss, im Juniorinnendoppel erreichte sie das Achtelfinale.

### College Tennis
Chelsea Fontenel spielte ab der Saison 2022 am College in Athens (Georgia) für die Damentennismannschaft der Bulldogs der University of Georgia, um sich auf eine Profikarriere vorzubereiten. Von dort wechselte sie in der Saison 2023/24 zum College in Tempe (Arizona), wo sie für die Damentennismannschaft der Sundevils der Arizona State University spielt.

## Turniersiege

### Doppel
| Nr. | Datum         | Turnier   | Kategorie | Belag | Partnerin         | Finalgegnerinnen                         | Ergebnis         |
| --- | ------------- | --------- | --------- | ----- | ----------------- | ---------------------------------------- | ---------------- |
| 1.  | 29. März 2025 | Bujumbura | ITF W50   | Sand  | Xenija Saizewa    | Demi Tran Lian Tran                      | 4:6, 6:1, [11:9] |
| 2.  | 31. Mai 2025  | Merzig    | ITF W15   | Sand  | Tiphanie Lemaître | Ivana Šebestová Arina Gabriela Vasilescu | 6:3, 6:3         |
| 3.  | 19. Juli 2025 | Darmstadt | ITF W35   | Sand  | Marie Mattel      | Fernanda Labraña Rebeca Pereira          | 6:3, 6:4         |

## Persönliches
Chelsea ist die Tochter von Kathleen und Cabie Fontenel, sie wuchs in Kaiseraugst auf und hat einen jüngeren Bruder. Ihre Eltern stammen aus St. Lucia. Ihre Vorbilder sind Serena Williams im Tennis und Whitney Houston im Gesang.